# Fathi (nome)
Fathi (in alfabeto arabo: فتحيّ, traslitterato anche Fathy) è un nome proprio di persona arabo maschile.

## Varianti
- Femminili: فتحيّ (Fathiyya)[1]
  - Arabo magrebino: فاتحة (Fatiha)[1]

### Varianti in altre lingue
- Azero: Fateh[1]
- Turco: Fatih[1]
- Urdu: فتح (Fateh)[1]

## Origine e diffusione
Riprende un termine arabo che vuol dire "conquistatore", "colui che consegue una vittoria dopo l'altra", da فتح (fataha, "conquistare", "aprire"). Ha quindi significato analogo al nome Vittorio.

## Persone

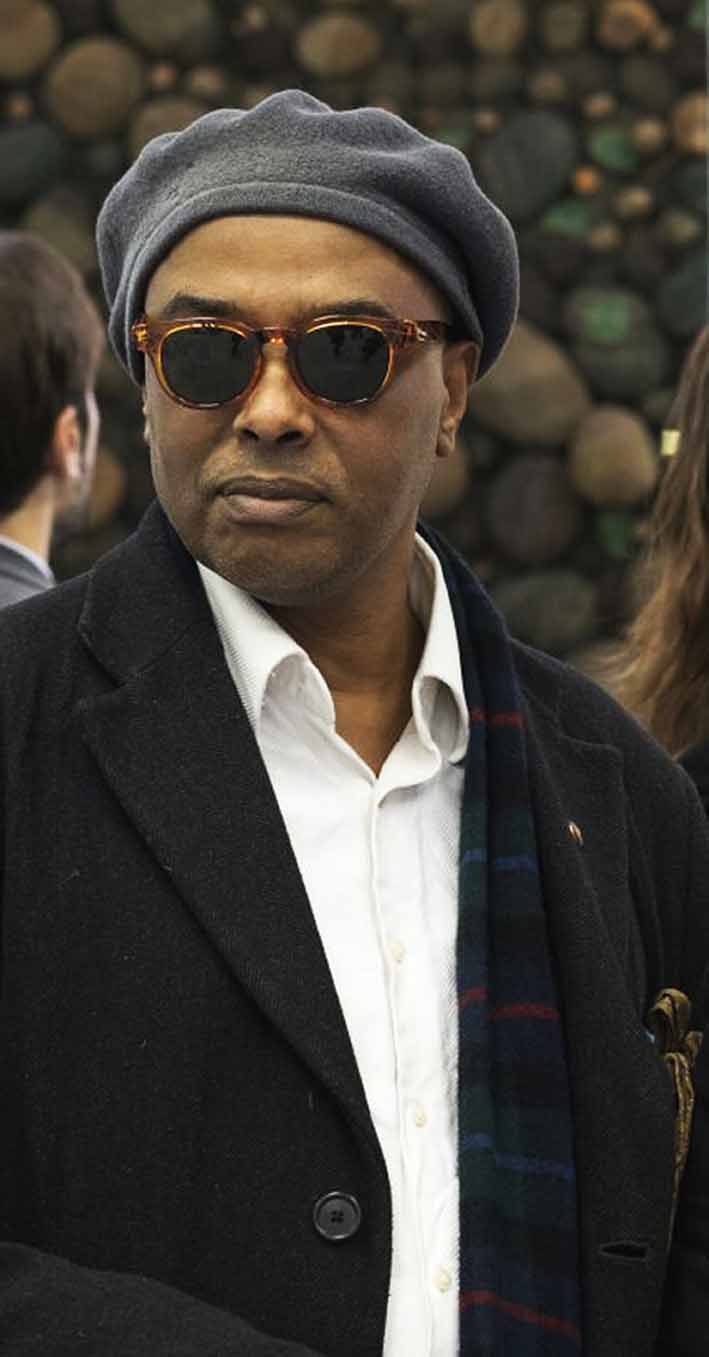
Fathi Hassan

- Fathi Hassan, pittore e scultore egiziano
- Fathi Kamel, calciatore kuwaitiano
- Fathi Shaqaqi, politico palestinese

### Variante Fatih
- Fatih Akın, regista, sceneggiatore, produttore cinematografico e attore tedesco
- Fatih Avan, giavellottista turco
- Fatih Portakal, conduttore televisivo e giornalista turco
- Fatih Tekke, calciatore e allenatore di calcio turco
- Fatih Terim, calciatore e allenatore di calcio turco

### Variante Fateh
- Fateh Ali Tipu, sultano indiano
- Fateh Singh di Udaipur e Mewar, principe indiano